# Chaminou et le Khrompire
Chaminou et le Khrompire est la première histoire de la série Chaminou de Raymond Macherot. Elle est publiée pour la première fois du no 1353 au no 1381 du journal Spirou.